# Équipe d'Érythrée de cyclisme sur route
L'équipe d'Érythrée de cyclisme sur route, sélection de cyclistes érythréens, participe aux championnats africains, du monde et à certaines compétitions cyclistes sur les continents africains et asiatiques.

## Participation aux compétitions internationales

### Jeux olympiques
Un coureur érythréen participe à la course en ligne masculine depuis 2012.

### Championnats du monde
L'équipe participe à la course en ligne masculine depuis 2011, excepté en 2012, et à la course en ligne féminine en 2016 et 2018.
L'équipe participe au contre-la-montre masculin depuis 2011, excepté en 2012 et 2014, et au contre-la montre féminin en 2016 et 2018.

## Palmarès

### Championnats d'Afrique
Pas de participation en 2021.

#### Course en ligne
| 9 victoires masculines : - 2010 : Daniel Teklehaimanot - 2011 : Natnael Berhane - 2012 : Natnael Berhane - 2013 : Tesfom Okbamariam - 2016 : Tesfom Okbamariam - 2018 : Amanuel Gebreigzabhier - 2019 : Mekseb Debesay - 2022 : Henok Mulubrhan - 2023 : Henok Mulubrhan | 2 victoires féminines : - 2018 : Bisrat Ghebremeskel - 2019 : Mossana Debesay |

#### Contre-la-montre individuel
| 6 victoires masculines : - 2010 : Daniel Teklehaimanot - 2011 : Daniel Teklehaimanot - 2012 : Daniel Teklehaimanot - 2013 : Daniel Teklehaimanot - 2017 : Meron Teshome - 2018 : Mekseb Debesay | 1 victoire féminine : - 2018 : Mossana Debesay |

#### Contre-la-montre par équipes nationales
L'équipe masculine a remporté le contre-la-montre par équipe de 2011 à 2019, et 2022; l'équipe féminine l'a remporté en 2013, 2017 et 2022.

### Courses à étapes
| Date            | Course                                | Pays   | Classe | Vainqueur            |
| --------------- | ------------------------------------- | ------ | ------ | -------------------- |
| 23 janvier 2019 | 3e étape de la Tropicale Amissa Bongo | Gabon  | 2.1    | Biniam Ghirmay Hailu |
| 28 février 2019 | 5e étape du Tour du Rwanda            | Rwanda | 2.1    | Biniam Ghirmay Hailu |
| 2 mars 2019     | 7e étape du Tour du Rwanda            | Rwanda | 2.1    | Yakob Debesay        |
| 21 janvier 2020 | 2e étape de la Tropicale Amissa Bongo | Gabon  | 2.1    | Natnael Tesfatsion   |
| 26 février 2020 | 4e étape du Tour du Rwanda            | Rwanda | 2.1    | Natnael Tesfatsion   |
| 1er mars 2020   | Classement général du Tour du Rwanda  | Rwanda | 2.1    | Natnael Tesfatsion   |